# Michael Foot
Michael Foot (født 23. juli 1913, død 3. marts 2010) var en engelsk politiker og tidligere leder af labour partiet. Foot blev socialist under indtryk af den sociale nød i 1930'erne; han valgtes første gang til Parlamentet i 1945 og placerede sig på Labours venstrefløj. Som arbejdsminister i Harold Wilsons regering 1974-1976 forestod han de kontroversielle forsøg på at efterkomme fagbevægelsens ønsker til gengæld for løntilbageholdenhed under den såkaldte "sociale kontrakt". Foot var leder af Underhuset 1976-1979 og næstformand for Labour 1976-1980. I 1980 blev han partiets leder, men overlod posten til Neil Kinnock i 1983 efter et katastrofalt dårligt valg på et stærkt venstreorienteret program. Foots politiske forbillede var hans forgænger som venstrefløjens intellektuelle leder, Aneurin Bevan; hans betydelige journalist- og forfattervirksomhed omfatter således også tobindsværket "Aneurin Bevan, "a Biography" (1962 og 1973). Efter at have læst politik, filosofi og økonomi på Oxford Universitetet, slog Foot ind på en journalistisk karriere. Massearbejdsløsheden i Storbritannien i 1930'erne fik ham til at omfavne socialismen. Ved parlamentsvalget i 1945 blev han, blot 32 år gammel, medlem af det britiske Underhus.
Den unge venstreorienterede idealist viste sig hurtigt at være en farverig oratorisk begavelse. Som en strålende og vittig taler, som kunne fastholde tilhørernes opmærksomhed uden at støtte sig til et manuskript, steg han med årene i graderne i Labour.
Fremme i 1974 blev Foot et ledende medlem af premierminister Harold Wilsons regering, først som arbejdsminister, der havde ansvar for vanskelig og kontroversiel arbejdsmarkedslovgivning, siden som politisk ordfører (Leder af Underhuset).
I 1980 blev venstrerebellen Foot formand for det internt splittede Labour efter at have slået Denis Healey, der repræsenterede partiets højrefløj, ved et kampvalg.
Foot forblev kun leder af Labour i tre år. Men det lykkedes ikke for ham at samle partiets splittede fraktioner, og han led et sønderlemmende nederlag til den siddende, konservative premierminister, Margaret Thatcher, ved valget i 1983. Efter dette valg trak Foot sig som leder af Labour, en post, der blev overtaget af Neil Kinnock.
Michael Foot, der var en varm fortaler for ensidig atomnedrustning, forlod det britiske parlament i 1992.